# Volstead
Volstead, född 9 maj 2011 i Delhi i New York, är en amerikansk varmblodig travhäst. Han ägdes och tränades av Stefan Melander. Numera är han avelshingst i USA.
Volstead tävlade mellan åren 2014–2019, och sprang in 5,9 miljoner kronor på 72 starter varav 23 segrar, 10 andraplatser och 2 tredjeplatser. Han tog karriärens största segrar i Konung Gustaf V:s Pokal (2015), H.K.H.Prins Daniels Lopp (2016), Sweden Cup (2017), E.J:s Guldsko (2017), Birger Bengtssons Minne (2017), Gävle Stora Pris (2018) och The Owners Trophy (2018). Han har även kommit på andraplats i Sprintermästaren (2015), Berth Johanssons Memorial (2016) och Gulddivisionens final (okt 2017).
Han deltog i Elitloppet åren 2016 och 2018. Båda gångerna kom han på femteplats i försöksloppet.

## Karriär

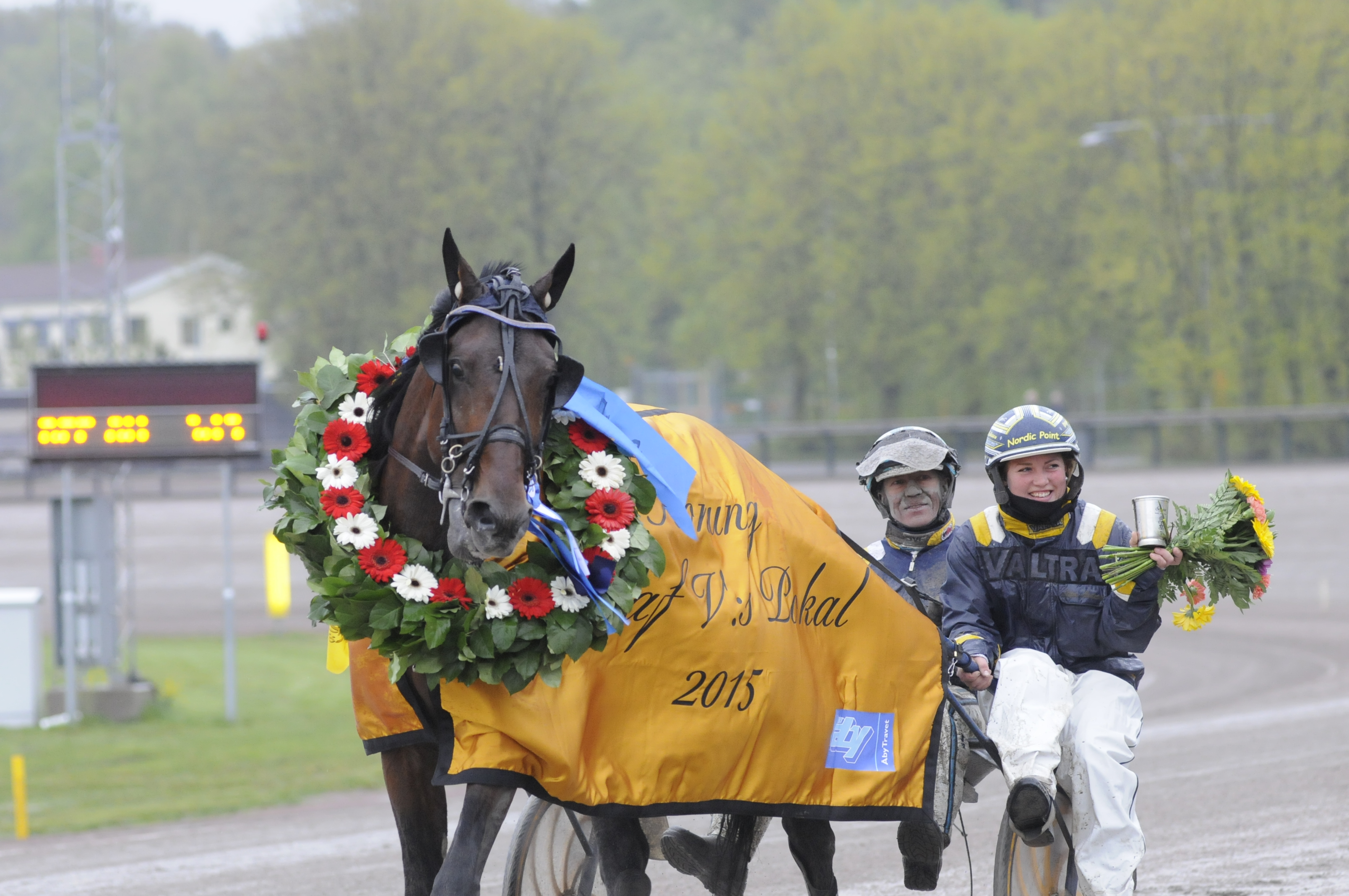
Volstead efter segern i Konung Gustaf V:s Pokal 2015.

### Tiden som unghäst (2014–2015)
Volstead importerades från USA till Sverige den 13 december 2012 av Stefan Melander. Volstead gjorde första starten i sin nya regi den 11 april 2014 på Solvalla, där han slutade på fjärdeplats. Första segern på svensk mark kom i den tredje starten den 2 maj 2014 i Maidenlopp på Solvalla.
Under fyraåringssäsongen 2015 vann Volstead bland annat Konung Gustaf V:s Pokal på Åbytravet, med Örjan Kihlström i sulkyn. Drygt två månader efter segern i Kungapokalen var ekipaget tvåa, slaget med en hals av vinnaren Nuncio, i Sprintermästaren på Halmstadtravet.

### Femåringssäsongen och framåt

#### Säsongen 2016
Femåringssäsongen 2016 inleddes med två andraplatser i Kjell P Dahlströms minneslopp på Mantorp den 4 april och Berth Johanssons Memorial på Umåker den 23 april. Den 8 maj deltog Volstead i Finlandialoppet på Vermo travbana, men galopperade i starten. Två veckor senare startade han i sprinterloppet H.K.H.Prins Daniels Lopp på Gävletravet. Han vann loppet från utvändigt ledaren på tiden 1.09,8 aak och fick efter loppet en inbjudan till 2016 års upplaga av Elitloppet. Den 29 maj på Solvalla startade han från spår 6 med sin tränare och kusk Melander i det andra av de två Elitloppsförsöken. Ekipaget kom på femteplats och kvalificerade sig därmed inte bland de fyra som gick vidare från försöket till finalen. Den 30 juni vann han Åbytravets Jubileumslopp "Åbytravet 80 år", med 200 000 kronor i förstapris. Därefter följde två raka segrar innan han den 17 augusti på Solvalla startade i Jubileumspokalen. Han kördes där av Björn Goop och slutade på femteplats. Han tangerade i loppet sitt personliga löpningsrekord på 1.11,0 över medeldistans med autostart. Nästa start blev i Sundsvall Open Trot den 27 augusti, där han återigen kom på femteplats.

#### Säsongen 2017

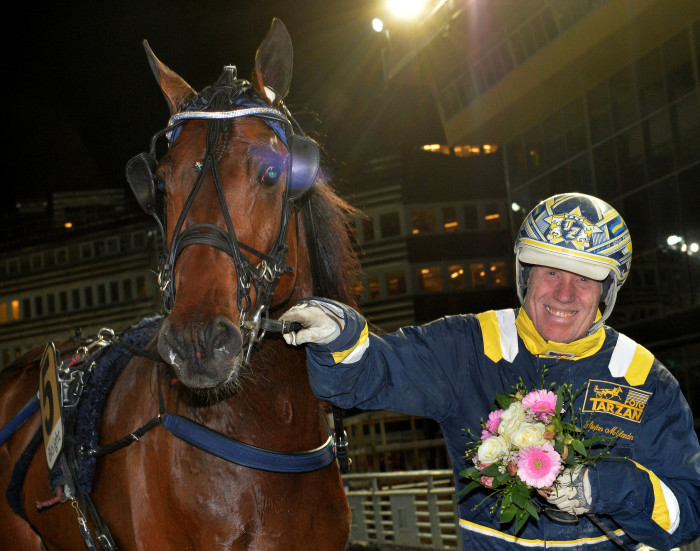
Volstead med tränare Stefan Melander.

Säsongen 2017 årsdebuterade Volstead den 22 mars i Kentucky Fibbers lopp på Solvalla. Han kom på andraplats bakom stallkamraten Nuncio. Årsdebuten följdes upp med en start den 16 april i ett uttagningslopp till Olympiatravet. Volstead kom återigen på andraplats, slagen med en nos av Nadal Broline, och kvalificerade sig därmed inte för Olympiatravets final. Den 1 maj startade han i Gran Premio Lotteria i Neapel, men galopperade i starten och blev diskvalificerad. Elitloppshelgen den 27 maj 2017 startade han i och vann "lilla Elitloppet" Sweden Cup. Han vann på segertiden 1.09,3 över 1609 meter, vilket är den snabbaste segertiden någonsin i Sweden Cup.
Sweden Cup följdes upp med en start i Oslo Grand Prix den 11 juni på Bjerke Travbane, där han slutade oplacerad. Den 15 juli deltog han i 2017 års upplaga av Årjängs Stora Sprinterlopp, där han slutade oplacerad efter att ha galopperat bort sina möjligheter. Den 29 juli segrade han i E.J:s Guldsko på Hagmyren. Han kördes av Johnny Takter för första gången. Ekipaget vann på segertiden 1.10,0 över 1640 meter med autostart, vilket är den snabbaste tiden i loppets historia. Volstead slog med den segertiden också nytt banrekord på Hagmyren. Den 12 augusti deltog han i Åby Stora Pris och kördes återigen av Takter. Ekipaget slutade oplacerade i Heat A och på tredjeplats i Heat B. Den 2 september segrade han i Birger Bengtssons Minne, som gick av stapeln som ett försökslopp av Gulddivisionen under derbyhelgen 2017. Den 9 september deltog han i 2017 års upplaga av finalen av UET Trotting Masters, som gick av stapeln på Vincennesbanan i Frankrike. Han slutade oplacerad efter att ha diskvalificerats för galopp. Den 1 oktober kom han på andraplats i Gulddivisionens final på Solvalla. Andraplatsen var värd 125 000 kronor, vilket innebar att Volstead med denna placering passerade 5 miljoner kronor insprunget.

#### Säsongen 2018
Säsongen 2018 gjorde Volstead årsdebut den 17 april i Dartster F:s Lopp på Solvalla. Han kördes av sin tränare Stefan Melander. Han slutade oplacerad i loppet. Efter att ha diskvalificerats för galopp slutade han även oplacerad i The Onions Lopp den 24 april. Årets tredje start gjordes i Gulddivisionen den 5 maj på Örebrotravet, där han kördes av tränare Melander. Han segrade från utvändigt om ledaren Shadow Woodland. Segern togs på tiden 1.10,0 över 1609 meter, vilket var en tangering av Dante Bokos absoluta banrekord på Örebrotravet från 2017.
Den 14 maj bjöds han in till att delta i 2018 års upplaga av Elitloppet. Elitloppet gick av stapeln den 27 maj 2018. Han kördes av tränare Stefan Melander och startade i det omtalade första försöksloppet – ett lopp som försenades med 15 minuter efter problematik med omstarter. I det lopp som senare gick iväg slutade Volstead på femteplats, och kom därmed inte med bland de fyra från försöksloppet som gick vidare till finalen av Elitloppet. Han var spelad till andrahandsfavorit bakom Bold Eagle i försöket. Nästa start för Volstead blev den 9 juni i Jämtlands Stora Pris på Östersunds travbana. Han kördes där av Ulf Ohlsson och slutade oplacerad efter att ha travat i ledningen med Readly Express utvändigt om sig. Han kom på andraplats i Kalmarsundspokalen den 24 juni tillsammans med kusken Örjan Kihlström. Han deltog i Hugo Åbergs Memorial den 31 juli 2018, där han kördes av Johnny Takter men slutade oplacerad.
Han segrade från ledningen i Gävle Stora Pris den 18 augusti, körd av Örjan Kihlström. Denna start var också första gången som Volstead gick ut i ett lopp över den längre distansen 2640 meter. Han tog ytterligare en seger den 28 augusti på Solvalla då han vann årets upplaga av The Owners Trophy. Han kom på tredjeplats i E.J.:s Guldsko den 15 september.
På våren 2019 meddelade Stefan Melander att Volstead slutar att tävla, sedan han gjort sig illa i samband med ett träningsjobb.

### Avelskarriär
Efter tävlingskarriären meddelades det att Volstead sålts till USA och ska vara verksam som avelshingst hos Rebecca Miller i Ohio.

## Stamtavla
| Efter Cantab Hall 2001 | Self Possessed 1996 | Victory Dream  | Valley Victory  |
| Efter Cantab Hall 2001 | Self Possessed 1996 | Victory Dream  | Crown Dream     |
| Efter Cantab Hall 2001 | Self Possessed 1996 | Feeling Great  | Mystic Park     |
| Efter Cantab Hall 2001 | Self Possessed 1996 | Feeling Great  | Katie Almahurst |
| Efter Cantab Hall 2001 | Canland Hall 1996   | Garland Lobell | ABC Freight     |
| Efter Cantab Hall 2001 | Canland Hall 1996   | Garland Lobell | Gamin Lobell    |
| Efter Cantab Hall 2001 | Canland Hall 1996   | Canne Angus    | Magna Force     |
| Efter Cantab Hall 2001 | Canland Hall 1996   | Canne Angus    | Kenwood Scamper |
| Undan Madame Volo 2004 | Yankee Glide 1994   | Valley Victory | Baltic Speed    |
| Undan Madame Volo 2004 | Yankee Glide 1994   | Valley Victory | Valley Victoria |
| Undan Madame Volo 2004 | Yankee Glide 1994   | Gratis Yankee  | Speedy Crown    |
| Undan Madame Volo 2004 | Yankee Glide 1994   | Gratis Yankee  | Yankee Flight   |
| Undan Madame Volo 2004 | Missys Goal 1993    | Armbro Goal    | Speedy Crown    |
| Undan Madame Volo 2004 | Missys Goal 1993    | Armbro Goal    | Armbro Flight   |
| Undan Madame Volo 2004 | Missys Goal 1993    | Missy Hadagal  | Speed Bowl      |
| Undan Madame Volo 2004 | Missys Goal 1993    | Missy Hadagal  | Miss Galahad    |